# Beli graben (Jesenica)
Beli graben je hudourniški potok v Karavankah. Svoje vode nabira na jugozahodnih pobočjih gore Golica (1550 m) in se izliva v Beli potok, ta pa nato v potok Jesenica in končno v Svobodni potok, ki se na Jesenicah kot levi pritok izlije v Savo Dolinko.